# Prosopocera rufula
Prosopocera rufula är en skalbaggsart som först beskrevs av Stefan von Breuning 1956.  Prosopocera rufula ingår i släktet Prosopocera och familjen långhorningar.
Artens utbredningsområde är Togo. Inga underarter finns listade i Catalogue of Life.